# Dasychira heringiana
Dasychira heringiana is een vlinder uit de familie spinneruilen (Erebidae), onderfamilie donsvlinders (Lymantriinae). De wetenschappelijke naam van deze soort is voor het eerst geldig gepubliceerd in 1935 door Bryk.
De soort komt voor in tropisch Afrika.